# Relazioni bilaterali tra Italia e Jugoslavia
Per relazioni bilaterali tra Italia e Jugoslavia si intendono i rapporti culturali e politici tra Italia e Jugoslavia nel periodo che va dalla nascita di quest'ultima nel 1918, subito dopo la conclusione della prima guerra mondiale, fino al 1992, anno della sua dissoluzione. 

## Periodo tra le due guerre (1918-1940)

### Confine in Dalmazia
Il 26 aprile 1915 il Regno d'Italia firmò il Trattato di Londra con i membri della Triplice Intesa. Secondo il patto, l'Italia doveva dichiarare guerra alla Triplice Alleanza; in cambio  avrebbe ricevuto l'Istria, la Dalmazia settentrionale e il protettorato sull'Albania. Il Regno di Serbia fu informato dell'accordo e accettò che l'Italia ricevesse questi territori dell'Impero austro-ungarico.
Nel marzo 1918 Ante Trumbić, promotore del Comitato jugoslavo, e il rappresentante italiano, Andrea Torre, firmarono un accordo che stabiliva chiaramente che il futuro confine tra il Regno dei Serbi, Croati e Sloveni sarebbe stato deciso in modo democratico.
Dopo la conclusione della prima guerra mondiale e la disgregazione dell'Impero austro-ungarico, la stragrande maggioranza della Dalmazia entrò a far parte del nuovo Regno di Serbi, Croati e Sloveni (in seguito ribattezzato Regno di Jugoslavia).
Tuttavia, il trattato di Londra venne annullato nel trattato di Versailles a causa delle obiezioni del presidente americano Woodrow Wilson. L'Italia ricevette in compenso solo la città di Zara, nonché le isole di Cherso, Lussino e Lagosta. Un gran numero di italiani, (presumibilmente circa 20.000), si vide costretto ad abbandonare le aree della Dalmazia assegnate alla Jugoslavia e si trasferì in Italia (principalmente a Zara).
Dopo il fallimento di un accordo di frontiera alla Conferenza di pace di Parigi, proseguirono le discussioni tra il Regno d'Italia e il Regno di Jugoslavia. Nel 1920 il governo italiano fu sottoposto a pressioni interne per espandere i suoi confini come equo compenso per le vittime e il debito di guerra. Un esempio di questa pressione fu la pubblicazione di una lettera, rivelatasi un fakso, che il presidente degli Stati Uniti Abraham Lincoln avrebbe scritto nel 1853 allo scienziato italiano Macedonio Melloni nella quale venivano riconosciute le coste dalla laguna di Venezia fino a Fiume ed alle bocche del Cattaro territorio italiano. Le relazioni sembravano stabilizzarsi con la firma del Trattato di Rapallo e l'annessione dello Stato Libero di Fiume da parte dell'Italia. 

Irredentisti di Fiume, applaudendo Gabriele D'Annunzio e i suoi "Legionari" nel settembre 1919. All'epoca, Fiume contava 22.488 italiani (62% della popolazione) su una popolazione totale di 35.839 abitanti

Le relazioni con il Regno di Jugoslavia furono gravemente colpite e rimasero costantemente tese, a causa della disputa sulla Dalmazia e sul porto della città di Fiume. Era diventato uno stato libero secondo la Società delle Nazioni, ma era occupato da alcuni ribelli italiani guidati dallo scrittore Gabriele d'Annunzio. Nel 1924 la città fu divisa tra Italia e Jugoslavia (il Trattato di Rapallo). Il fascismo arrivò in Italia nel 1922. Le loro politiche includevano corsi di azione nazionalistici di italianizzazione, in base ai quali i diritti delle minoranze erano fortemente ridotti.
Nel 1925, i due paesi firmarono il Trattato di Nettuno, ma ci volle fino al 1928 prima che fosse ratificato nel parlamento jugoslavo, dopo l'assassinio di Stjepan Radić.

### Problema con l'Albania
Prima di diventare Duce d'Italia, Benito Mussolini aveva chiaramente affermato il suo pensiero sulla Jugoslavia. Stava creando una differenza verso la Serbia in cui "l'Italia avrà sempre una politica amichevole ma con la Jugoslavia avrà buoni rapporti solo se accetta che il suo destino è nell'Egeo e non nel Mare Adriatico". Il rapporto tra i due stati terminò dopo la firma di un patto di amicizia tra i Regni d'Italia e l'Albania il 27 novembre 1926. Con questo patto, agli occhi del re Alessandro, l'Italia entrò nella zona di influenza jugoslava; Mussolini non era interessato alle proteste diplomatiche di Belgrado; La Jugoslavia firmò un patto militare segreto con la Francia l'11 novembre 1927.
Durante questo periodo il primo contatto tra Ante Pavelić (che voleva l'aiuto italiano per la distruzione della Jugoslavia) e la creazione di una Croazia indipendente con rappresentanti ufficiali dall'Italia. Dopo la proclamazione di una dittatura in Jugoslavia, Ante Pavelić lasciò il "suo" paese e andò in esilio in Italia nell'ottobre del 1929. Mussolini affidò l'incarico di avvicinare e aiutare i separatisti croati al parlamentare italiano Fulvio Suvich nel 1929.
Questa scarsa relazione tra i due regni si manifestò meglio negli eventi del 1928 e del 1929. I primi problemi diplomatici nacquero quando Zog I d'Albania, con l'aiuto italiano, si proclamò re degli albanesi. La maggior parte della popolazione del Kosovo jugoslavo durante questo periodo erano albanesi agli occhi della Jugoslavia; questo annuncio divenne un invito alla creazione della Grande Albania con l'aiuto italiano. Queste paure furono confermate nel 1929 quando l'Italia rifiutò di firmare un nuovo accordo di amicizia con la Jugoslavia. L'anno seguente permise ad Ante Pavelić di vivere in Italia, dove organizzò l'Ustascia (un movimento anti-jugoslavo fascista croato).
La Jugoslavia iniziò trattative segrete con l'Italia alla fine del 1930. Per esercitare maggiore pressione su Belgrado, Mussolini fece alcuni discorsi con le parole "Dalmazia o morte" (Dalmazia o morte); ma la vera richiesta era che la Jugoslavia accettasse la supremazia italiana in Albania. Quando questa offerta fu rifiutata nel 1932, la Jugoslavia iniziò a cercare nuovi alleati contro le sue richieste. Di conseguenza, la Jugoslavia firmò un accordo commerciale con la Germania di Hitler nel marzo 1934.

### Anni dopo
Il re jugoslavo Alessandro I fu ucciso il 9 ottobre 1934 da membri dell'Organizzazione Rivoluzionaria Interna Macedone, aiutati dagli Ustascia. L'Italia è stata criticata per l'aiuto e il finanziamento, inviando tutti i membri a campi di addestramento chiusi dove hanno ricevuto supporto e controllo italiani. L'Ustascia non dimenticò le azioni ostili intraprese dal "controllore" italiano Ercole Conti.
Su pressione della Francia, il Regno di Jugoslavia non sollevò la questione delle responsabilità internazionali italiane nel regicidio davanti alla Società delle Nazioni. Dopo l'arrivo al potere di Milan Stojadinović, il rapporto tra i due regni migliorò. Il 1º ottobre 1936 fu firmato un accordo commerciale, seguito da nuove trattative che portarono alla firma di ulteriori accordi il 25 marzo 1937 che stabilirono l'inizio di una relazione ufficialmente amichevole. È stato inoltre firmato un accordo per risolvere tutte le questioni relative alle frontiere, mentre l'Italia ha fornito alla Jugoslavia informazioni sulle identità e sul luogo di residenza per 510 membri di Ustascia. Nel 1939, Galeazzo Ciano ha negoziato direttamente con Milan Stojadinović l'annessione dell'Albania da parte dell'Italia. In quell'occasione, il reggente jugoslavo Paolo Karađorđević, licenziò e arrestò Milan Stojadinović; da allora in poi, le relazioni italo-jugoslave si deteriorarono rapidamente.
Negli ultimi due anni prima dell'inizio della seconda guerra mondiale, l'Italia ha quasi interrotto i contatti diplomatici con la Jugoslavia e ha avviato i negoziati con la Germania e l'Ustaše. L'Italia richiamò il generale Gambara dalla Spagna nel 1940 in modo da poter prendere il controllo delle forze che avrebbero attaccato Banovina di Croazia (una provincia jugoslava). Questa offensiva fu ritardata solo a causa della dichiarazione di guerra italiana contro la Francia del 10 giugno 1940. L'Italia ha creato piani di attacco contro la Jugoslavia nel febbraio del 1940 con l'obiettivo primario di prendere Sebenico, Spalato e Cattaro in modo da alleviare la situazione adriatica. L'unico problema con questo piano era che Hitler voleva creare un'alleanza tra i due regni contro la Grecia. Durante i negoziati alla fine del 1940, l'Italia offrì Salonicco alla Jugoslavia, ma fu respinta. Solo quando Hitler avanzò un'offerta analoga nel marzo 1941 fu accettata e la Jugoslavia divenne membro delle potenze dell'Asse il 25 marzo 1941. Hitler ordinò un attacco alla Jugoslavia in seguito al colpo di Stato del 27 marzo; due giorni dopo il nuovo primo ministro jugoslavo, Dušan Simović, chiese aiuto italiano per ripristinare le relazioni con la Germania. Simović avvertì l'Italia che la Jugoslavia avrebbe invaso l'Albania italiana se le potenze dell'Asse avessero dichiarato guerra. Questa guerra sarebbe iniziata il 6 aprile 1941 e si sarebbe conclusa con la distruzione del Regno jugoslavo il 17 aprile.

## Seconda guerra mondiale (1940–45)

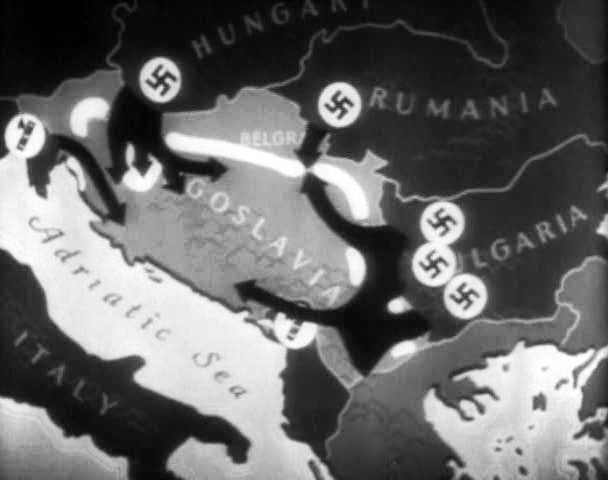
Una schermata di un'animazione raffigurante l'invasione dell'Asse della Jugoslavia della serie Why We Fight

### Invasione italo-tedesca della Jugoslavia
L'invasione della Jugoslavia (nome in codice: Direttiva 25 o Operazione 25) fu l'attacco delle potenze dell'Asse contro il Regno di Jugoslavia, iniziato il 6 aprile 1941 durante la seconda guerra mondiale. L'invasione si concluse con la resa incondizionata dell'esercito reale jugoslavo il 17 aprile 1941, l'annessione e l'occupazione della regione da parte delle potenze dell'Asse e la creazione dello Stato indipendente della Croazia (Nezavisna Država Hrvatska, o NDH).
La seconda armata italiana attraversò il confine subito dopo i tedeschi. Hanno affrontato la settima armata jugoslava. Gli italiani incontrarono una resistenza limitata e occuparono parti della Slovenia, della Croazia e della costa della Dalmazia. Oltre alla seconda armata, l'Italia aveva quattro divisioni della nona armata al confine jugoslavo con l'Albania. Queste formazioni erano così situate contro un'offensiva jugoslava su quel fronte. Circa 300 volontari di Ustaše sotto il comando di Ante Pavelic accompagnarono la Seconda Armata italiana durante l'invasione; circa lo stesso numero di Ustascia fu assegnato all'esercito tedesco e ad altri alleati dell'Asse.
Lo stato indipendente della Croazia è stato fondato il 10 aprile 1941, dopo l'invasione della Jugoslavia da parte delle potenze dell'Asse. Lo stato era tecnicamente una monarchia e un protettorato italiano dalla firma degli accordi di Roma il 19 maggio 1941 fino alla capitolazione italiana l'8 settembre 1943; ma il re designato, il Principe Aimone di Savoia-Aosta, rifiutò di assumere la regalità in opposizione all'annessione italiana della regione jugoslava popolata dalla Croazia.

### Fine della guerra

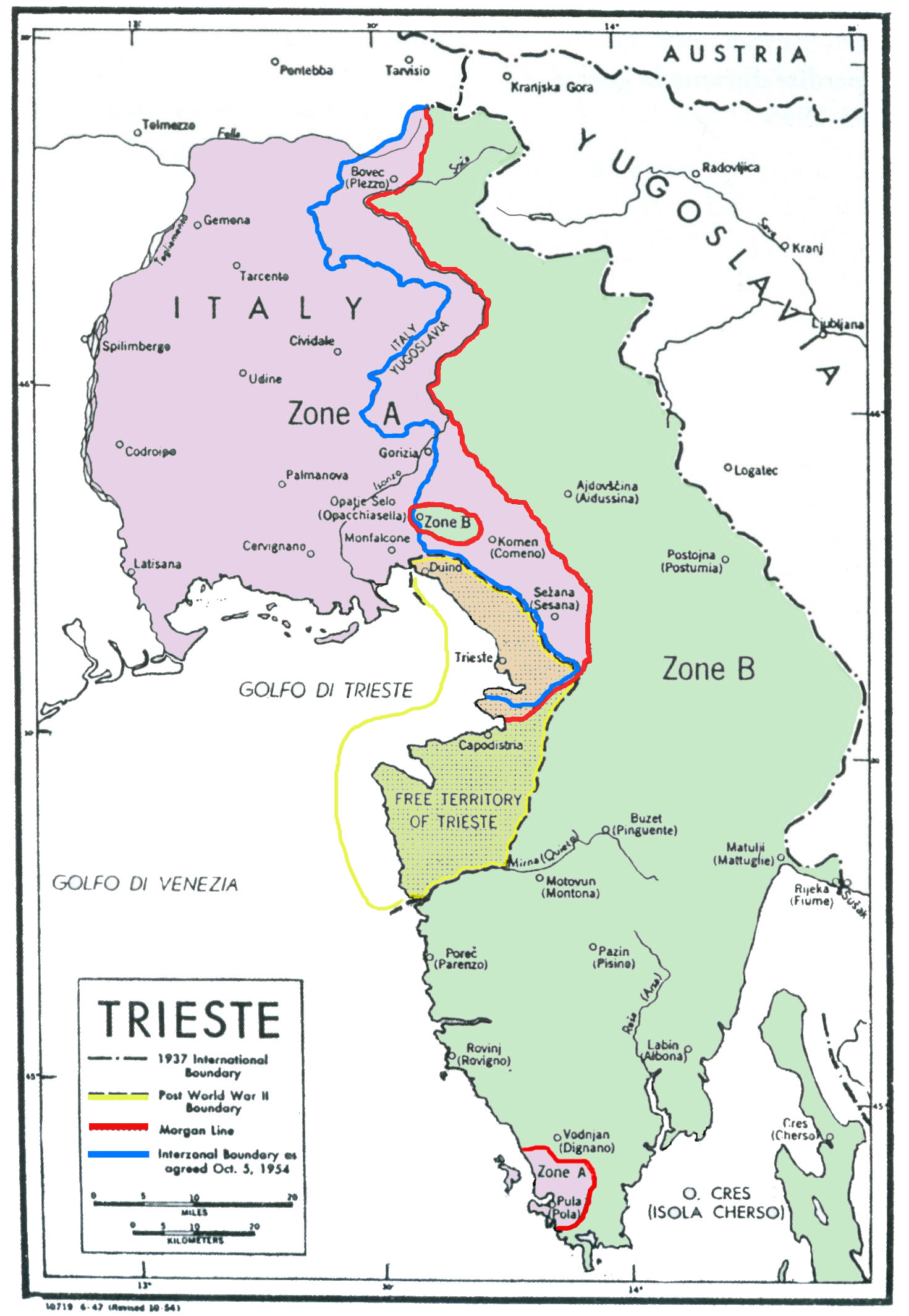
La divisione della Venezia Giulia tra giugno 1945 e settembre 1947, con la linea Morgan in rosso.

Quando il regime fascista crollò nel 1943 e l'Italia capitolò, il suo territorio di confine orientale fu occupato dalle forze tedesche, l'autorità della Repubblica Sociale Italiana in questa zona era in gran parte teorica. La 4ª armata jugoslava, insieme al nono corpo sloveno, entrò a Trieste il 1º maggio 1945. La seconda divisione (Nuova Zelanda) dell'ottava armata britannica arrivò il giorno successivo e costrinse la resa di 2.000 soldati dell'esercito tedesco che tenevano a Trieste che si erano rifiutati di capitolare alle truppe partigiane. Una tregua inquieta si sviluppò tra le truppe alleate e jugoslave che occupavano l'area fino a quando il generale britannico Sir William Morgan propose una divisione del territorio e la rimozione delle truppe jugoslave dall'area occupata dagli alleati. Josip Broz Tito ha concordato in linea di principio il 23 maggio mentre il XIII Corpo britannico stava avanzando verso la linea di demarcazione proposta. Un accordo è stato firmato a Duino il 10 giugno, creando la Linea Morgan . I soldati jugoslavi si ritirarono entro il 12 giugno 1945.
La fine della guerra al confine italo-jugoslavo, dopo la capitolazione italiana dell'8 settembre 1943, fu segnata dai massacri di foibe (perpetrati dai partigiani jugoslavi) che si svolsero principalmente in Istria dal 1946 al 1949, l'esodo istriano e la questione di Trieste.
L'esodo istriano-dalmata indica la partenza di etnici italiani dall'Istria, da Fiume e dalla Dalmazia dopo la seconda guerra mondiale. Al momento dell'esodo, questi territori facevano parte della SR Croatia e SR Slovenia (allora parti della SFR Jugoslavia). Secondo alcune fonti, l'esodo è stato incitato dal governo jugoslavo, mentre il governo italiano ha offerto incentivi per l'immigrazione. Questi territori erano etnicamente misti, con italiano, sloveno, croato, serbo e altre comunità. L'Istria, tra cui Fiume e parti della Dalmazia, tra cui Zara, era stata annessa all'Italia dopo la prima guerra mondiale. Fonti italiane ritengono che 250.000/270.000 italiani etnici e (alcune migliaia di) sloveni e croati anticomunisti, hanno dovuto lasciare le aree in le conseguenze del conflitto.
Nel 1991 Milovan Đilas doveva dire "Ricordo che nel 1946 io e Edvard Kardelj andammo in Istria per organizzare la propaganda anti-italiana. Si trattava di provare alla Commissione Alleata che quelle terre erano jugoslave e non italiane: abbiamo organizzato manifestazioni con segni e bandiere.
Ma non era vero? (domanda del giornalista)
Certo che no. Meglio ancora, era solo parzialmente vero, perché in realtà gli italiani erano la maggioranza nelle città, non nei villaggi. Era quindi necessario convincerli a partire con ogni tipo di pressione. Così ci è stato detto e così è stato fatto."
Alla fine della Seconda Guerra Mondiale, gli ex territori italiani in Istria e Dalmazia entrarono a far parte della Repubblica Federale Socialista della Jugoslavia dal Trattato di Pace di Parigi (1947), con l'unica eccezione dei comuni di Muggia e San Dorligo della Valle.
Il Territorio Libero di Trieste venne istituito su richiesta del Consiglio di sicurezza delle Nazioni Unite con la sua risoluzione 16 gennaio 1947, ai sensi dell'articolo 24 della Carta delle Nazioni Unite, chiedendo la creazione di uno stato libero a Trieste e nella regione che lo circonda. Uno statuto permanente che codificava le sue disposizioni doveva essere riconosciuto ai sensi del diritto internazionale al momento della nomina di un governatore internazionale approvato dai poteri quatripartiti. Il 15 settembre 1947 fu ratificato il trattato di pace tra le Nazioni Unite e l'Italia, che istituiva il Territorio Libero di Trieste. Le lingue ufficiali erano sloveno, italiano e croato. Tuttavia, il territorio non ricevette il suo autogoverno pianificato e fu mantenuto sotto l'occupazione militare, rispettando la divisione in due zone come deciso dalla Morgan Line : Zone A, che era 222,5 km² e aveva 262.406 residenti tra cui Trieste, fu amministrato dalle forze britanniche e americane, mentre la Zona B, che era 515,5 km² con 71.000 residenti tra cui l'Istria nord-occidentale, fu amministrato dall'esercito nazionale jugoslavo.
Tra ottobre 1947 e marzo 1948, l'Unione Sovietica respinse la candidatura di 12 nomination per governatore, a quel punto le Potenze tripartite (Stati Uniti, Regno Unito e Francia) emisero una nota a Mosca e Belgrado il 20 marzo 1948, raccomandando che il territorio sarà restituito alla sovranità italiana. Nessun governatore è mai stato nominato ai sensi della risoluzione delle Nazioni Unite. Il territorio quindi non ha mai funzionato come un vero stato indipendente. Anche così, il suo status formale era generalmente rispettato e emetteva i propri francobolli. L'interruzione tra il governo Tito e l'URSS a metà del 1948 portò alla sospensione della proposta di restituzione del territorio in Italia fino al 1954.

## Guerra fredda (1945-1989)

Francobolli emessi nel febbraio 1954 per celebrare l'avvio della TV in Italia: a causa dell'errato disegno dei confini scoppiò un caso diplomatico con la Jugoslavia, che rispedì in Italia la corrispondenza affrancata con tale valore bollato.

La RSF Jugoslavia era uno dei due soli paesi europei che furono liberati dalle proprie forze durante la seconda guerra mondiale, con assistenza e partecipazione limitate da parte degli alleati. Ricevette il sostegno delle democrazie occidentali e dell'Unione Sovietica e alla fine della guerra nessuna truppa straniera era di stanza sul suo territorio. In parte come risultato, il paese si trovò a metà strada tra i due campi all'inizio della guerra fredda.
Nel 1947-1948, l'Unione Sovietica tentò di ottenere l'obbedienza dalla Jugoslavia, principalmente su questioni di politica estera, che provocò la divisione di Tito-Stalin e quasi incendiò un conflitto armato. Seguì un periodo di relazioni molto interessanti con l'Unione Sovietica, durante il quale gli Stati Uniti e il Regno Unito decisero di persuadere la Jugoslavia nella NATO di recente formazione. La situazione cambiò nel 1953 con la crisi di Trieste, una disputa tesa tra la Jugoslavia e gli Alleati occidentali sull'eventuale confine jugoslavo-italiano (vedi Territorio Libero di Trieste) e con la riconciliazione jugoslava-sovietica nel 1956. Questa posizione ambivalente all'inizio della guerra fredda è maturata nella politica estera non allineata che la Jugoslavia ha attivamente sposato fino alla sua dissoluzione.
La questione dello status di Trieste fu infine risolta con il Trattato di Osimo, firmato il 10 novembre 1975 dalla Repubblica Federale Socialista di Jugoslavia e dalla Repubblica Italiana a Osimo, in Italia, per dividere definitivamente il Territorio Libero di Trieste tra i due stati. Il trattato è stato scritto in francese ed è entrato in vigore l'11 ottobre 1977. Si basava sul protocollo d'intesa firmato a Londra nel 1954, che aveva consegnato l'amministrazione civile provvisoria della zona A per l'Italia e della zona B per la Jugoslavia. Il trattato di Osimo ha semplicemente reso definitiva la situazione. La zona A, compresa la città di Trieste, divenne la provincia italiana di Trieste, ma alla Jugoslavia fu concesso libero accesso al suo porto.

## Dissoluzione della Jugoslavia
Il periodo della dissoluzione della Jugoslavia coincise con una stagione di scandali politici e tumulti in Italia (l'affare Tangentopoli e l'indagine Mani Pulite), che ha portato il de-consolidamento del sistema del partito italiano e una temporanea debolezza generale della politica estera italiana.
In questo breve lasso di tempo, l'Italia sostenne principalmente le mosse dei suoi alleati nella crisi jugoslava, come l'iniziativa tedesca del febbraio 1991, ispirata agli Stati Uniti, di minacciare l'isolamento economico della Jugoslavia in mancanza di elezioni multipartitiche. Nel 1992, in seguito agli Stati Uniti, al Vaticano e alla CEE, l'Italia riconobbe l'indipendenza della Slovenia e della Croazia. L'Italia riconobbe anche la Bosnia ed Erzegovina e la Macedonia.

## Conseguenze
- Relazioni bilaterali tra Italia e Croazia
- Relazioni bilaterali tra Italia e Slovenia
- Relazioni bilaterali tra Italia e Serbia